# 러브스토리 (1996년 영화)
"러브 스토리"(Love Story)는 배창호 감독이 자신의 경험을 바탕으로 해, 40대 노총각 영화 감독과 30대 인테리어 디자이너의 평범한 사랑 이야기를 서정적으로 그린 작품이다. 배창호 감독이 각본, 감독은 물론 주연까지 맡았으며, 특히 실제 부인인 김유미가 직접 여주인공으로 출연까지 하여 화제를 모았다. 

## 캐스팅
- 배창호 : 하성우 역
- 김유미 : 정수인 역
- 전무송 : 가구점 아저씨 역
- 전운 : 수인 아버지 역
- 사미자 : 수인 어머니 역
- 신충식 : 제작자 역
- 설경구 : 영호 역
- 최종원 : 성우 이야기 속 사내 역
- 장인한 : 신촌역 할아버지 역
- 박용팔 : 안경 행상 역
- 이문식 : 비디오가게 청년 역
- 김민경 : 강의실 여학생 역
- 여균동 (특별출연)